# Салливан, Имон
Имон Уэйд Салливан (англ. Eamon Wade Sullivan; род. 30 августа 1985 года) — австралийский пловец спринтер, трёхкратный олимпийский призёр и дважды рекордсмен мира. Победитель Celebrity MasterChef Australia.

## Карьера
В апреле 2002 года на чемпионате Австралии Салливан выиграл заплыв на 50 м вольным стилем и занял второе место на 100 м вольным стилем в своей возрастной группе и поплыл в серии Trans-Tasman.
На отборочных соревнованиях к Олимпийским играм 2004 года он получил место в эстафете 4×100 вольным стилем, финишировав четвёртым в финале. На летних Олимпийских играх 2004 года в Афинах Имон был самым молодым мужчиной в австралийской олимпийской команде.
В марте 2006 года он выиграл золото в комбинированной эстафете 4×100 м и серебро в эстафете 4×100 м вольным стилем на Играх Содружества 2006 года в Мельбурне, установив новый рекорд Содружества. Он также выиграл серебро в эстафете 4×100 м вольным стилем. В декабре на национальном чемпионате Австралии он побил национальный рекорд на дистанции 50 м вольным стилем с результатом — 22.00 секунд.
В июле 2007 года Салливан выиграл 50 м вольным стилем на Международном вызове Гран-при Санта-Клары в Калифорнии с результатом — 22.30.
На Олимпийских играх 2008 года в Пекине, в составе команды Австралии установил мировой рекорд в эстафете 4×100 м вольным стилем со временем 47,24, завоевав при этом бронзу. Ален Бернар из Франции побил мировой рекорд, установленный Салливаном в эстафете, проплыв стометровку в индивидуальном полуфинале со временем 47.20. Через пять минут Салливан восстановил мировой рекорд во втором полуфинале с результатом 47.05. В финале Салливан выиграл серебряную медаль, уступив Бернару 0,11 с.
Всего за две недели до чемпионата мира по водным видам спорта в Риме Салливан покинул команду из-за вируса. Имон Салливан был членом олимпийской сборной Австралии по плаванию во время летних Олимпийских игр 2012 года в Лондоне и участвовал в эстафете 4×100 метров вольным стилем, где члены сборной Австралии по плаванию Томмазо Д’Орсогна, Джеймс Магнуссен, Кэмерон Макэвой и Мэтт Таргетт подверглись обвинениям в злоупотреблении алкоголем и наркотиками. После этого Салливан вновь покинул команду Австралии.
На Australian Trials в Брисбене в 2014 году Салливан официально объявил о своём возвращении, выиграв 50 м вольным стилем, и закрепил за собой место в команде участников Игр Содружества.
Однако уже в июле 2014 года Салливан объявил о своём немедленном уходе из плавания, сославшись на постоянные травмы в качестве решающего фактора в своём решении.

## Рекорды
Салливан стал самым быстрым пловцом в истории после того, как он побил мировой рекорд на дистанции 50 м вольным стилем на Открытом чемпионате NSW 2008 в Международном водном центре Сиднея. Он проплыл 50 м вольным стилем за 21,56, улучшив на 0,08 прежний рекорд, установленный Александром Поповым в Москве в июне 2000 года. Однако 23 марта 2008 года француз Ален Бернар улучшил рекорд до 21,50.
27 марта 2008 года на отборочных соревнованиях к Олимпийским играм он восстановил свой титул рекордсмена мира на дистанции 50-метров вольным стилем со временем 21,41, а днём позже побил свой собственный рекорд — 21,28. Но уже 26 апреля 2009 года Фредерик Буске улучшил его, показав время 20,94.
11 августа 2008 года он побил мировой рекорд на дистанции 100 м вольным стилем на первом этапе эстафеты 4×100 со временем 47,24. 13 августа 2008 года Салливан вновь вернул побитый Аленом Бернаром мировой рекорд на дистанции 100 м вольным стилем, проплыв 100 метров за 47,05. 7 июля 2009 года бразильский спринтер Сезар Сьело на чемпионате мира FINA 2009 года преодолел 100 м вольным стилем за рекордные 46,91.